# Lelystad Airport
Lelystad Airport, tot 1993 Luchthaven Lelystad, is een vliegveld dicht bij Lelystad in de provincie Flevoland. Lelystad Airport is het drukste vliegveld van Nederland voor de algemene luchtvaart. Gemiddeld worden er per jaar 80.000 vliegtuigbewegingen uitgevoerd. De luchthaven is onderdeel van de Schiphol Group. De Schiphol Group heeft in 2015 toestemming gekregen om Lelystad Airport te laten groeien tot een van de grotere regionale vliegvelden van Nederland.
Vanaf 2019 had het vliegveld klaar moeten zijn om nieuwe taken als vakantieluchthaven op zich te nemen. 
In maart 2022 werd echter bekend dat het vliegveld nog niet open kan, omdat het nog geen natuurvergunning krijgt wegens tekorten in de stikstofberekening. Om die wel te verkrijgen, zou het zijn stikstofdepositie moeten aanpakken.
De opening voor de commerciële luchtvaart vindt een nieuw gekozen Tweede Kamer in meerderheid onverantwoord vanwege onder meer de gevolgen voor klimaatverandering, de gezondheid van omwonenden en de stikstofruimte die door het vliegveld wordt ingenomen. Op 30 januari 2024 is hierover gestemd. 

## Geschiedenis
Bij het ontstaan van Flevoland waren in de provincie meerdere grasbanen aangelegd voor de vliegtuigen die nodig waren voor het droogleggen van de polder. De verschillende grasbanen waren niet efficiënt; er moest een locatie gekozen worden voor een vliegveld, dat later zou kunnen uitbreiden voor groter luchtverkeer. In 1973 werd Vliegveld Lelystad officieel een vliegveld, maar het had alleen een grasbaan. De relatief grote hoeveelheid verkeer noopte tot een verharde baan. Die was in 1981 gereed, twee jaar na het verharden van de taxibaan. Vliegveld Lelystad groeide aanvankelijk goed, maar bereikte niet de zakelijke functie waarvoor het bestemd was. In 1991 werd de landingsbaan verlengd naar 1.250 meter en uitgebreid met de benodigde verlichting. In 1993 werd Lelystad Airport eigendom van de Schiphol Group, waarmee het de huidige naam kreeg.

### Uitbreiding
Sinds de overname van Vliegveld Lelystad door Schiphol worden plannen gemaakt voor de uitbreiding naar groot commercieel vliegverkeer. In 2008 namen het parlement en het kabinet het advies over van de Alderstafel over de ontwikkeling van de luchtvaart. Dit advies hield onder meer in dat Eindhoven en Lelystad samen 70.000 vluchten per jaar zouden overnemen van Schiphol.
Op 7 juli 2009 adviseerde Luchtverkeersleiding Nederland (LVNL) negatief over uitbreiding van Lelystad Airport. LVNL concludeerde onder andere dat het beschikbare luchtruim te klein was om het luchtverkeer punctueel en betrouwbaar af te handelen en dat, om het verkeer van en naar Schiphol zo min mogelijk te hinderen, lang op een lagere hoogte gevlogen moest worden, wat minder efficiënt is. De LVNL-verkenning werd door Hans Alders genoemd in het advies over Lelystad Airport dat op 30 maart 2012 aan staatssecretaris Joop Atsma werd aangeboden.
Het advies van LVNL kwam publiekelijk pas 8 jaar later onder de aandacht, toen onderzoeksprogramma Zembla het rapport in handen wist te krijgen.
Op 13 juni 2014 werd door het kabinet een concept-luchthavenbesluit voor de uitbreiding genomen en naar de Raad van State gezonden voor advies.
Op 31 maart 2015 werd officieel bekendgemaakt dat Lelystad Airport mocht gaan uitbreiden. De Schiphol Group heeft de daaropvolgende jaren zo'n 90 miljoen euro geïnvesteerd om het rond 2033 mogelijk te maken circa 45.000 vliegbewegingen van Schiphol over te nemen. Het kabinet trok eerder 50 miljoen euro uit voor de verbetering van de bereikbaarheid van het vliegveld. Vanuit de regio zou zo'n 20 miljoen euro geïnvesteerd worden. Volgens de oorspronkelijke planning zou Lelystad Airport op 1 april 2018 klaar zijn om de nieuwe taken als vakantieluchthaven op zich te nemen.
Op 17 januari 2017 heeft de Raad van State in hoger beroep besloten dat er uitgebreid mag worden en dat er geen gevaar is door vogels. De Vogelbescherming meent dat dit opnieuw onderzocht zou moeten worden, omdat er laag gevlogen zal worden over 'Heavy- en Moderate Risk'-gebieden. Het vliegveld mocht de start- en landingsbaan verlengen van 1.250 naar 2.700 meter en verbreden van 30 naar 45 meter. Daarmee is de baan geschikt voor middelgrote vliegtuigen, zoals de Boeing 737, Airbus A320, Airbus A350 en de Boeing 787. Vanaf april 2019 zou Lelystad dan opengaan voor dit grotere verkeer. Er waren voor het eerste jaar 2.000 vluchten gepland, maar dit zou mogelijk verhoogd worden tot 4.000 omdat de oplevering een jaar is uitgesteld als gevolg van perikelen bij de LVNL (Luchtverkeersleiding Nederland). De vliegroutes van en naar Lelystad Airport zouden dan geschikt zijn voor 10.000 vliegbewegingen per jaar. Om meer vliegbewegingen (45.000 per jaar) mogelijk te maken, is een herindeling van het luchtruim voorzien in 2023.
In 2017 en 2018 groeide de onrust onder bewoners en politici in de provincies Drenthe, Flevoland, Friesland, Gelderland en Overijssel over de te verwachten grote toename van de geluidsoverlast. Omdat tot de herindeling van het luchtruim in ten vroegste 2023 de vliegtuigen over langere afstanden op lagere hoogte moeten vliegen, vrezen de gemeenten onder de aanvliegroutes zwaarder belast te worden met overlast van lawaai en luchtvervuiling. Hoger vliegen kan voorlopig niet, omdat het verkeer gescheiden moet blijven van het verkeer in de hogere lagen van het luchtruim ten behoeve van Schiphol en de Luchtmacht. De hoogte waarop gevlogen zou gaan worden werd overigens in 2012 benoemd in het advies van Hans Alders aan staatssecretaris Joop Atsma, en dit was het resultaat van overleg met de betrokken provincies.
Gedurende de besluitvorming zijn diverse werkzaamheden uitgevoerd. In 2017 zijn de start- en landingsbanen verlengd naar 2.700 meter, zodat ook middelgrote vliegtuigen kunnen landen en opstijgen. De uitkijktoren van circa 9 meter is verhoogd naar ruim 20 meter. Tegelijkertijd is luchtverkeersleiding ingevoerd met een CAT 3 ILS (instrument landing system), zodat onder bijna alle weersomstandigheden geopereerd kan worden. Aan de noordzijde is een terminal met platform en parkeerterrein gebouwd. De landingsbaan en taxibanen hebben ledverlichting gekregen.
Op 2 september 2019 is op Lelystad Airport een brandweerkorps geïnstalleerd. Het korps telt 28 brandweerlieden.
Sinds 7 november 2019 is verkeersleiding ingesteld. Dit wil zeggen dat de toren nu bemand wordt door verkeersleiding in plaats van verkeersinformatie, dat voortaan een vliegplan voor elke vlucht verplicht is en voor bepaalde handelingen (start motor, taxiën, opstijgen, landen, gebruik CTR) een klaring nodig is. Eerdere invoering van luchtverkeersleiding was eind 2008 nog afgewezen door de Minister van Verkeer en Waterstaat. Door het lang ontbreken hiervan heeft Lelystad Airport nog steeds geen functie voor handelsverkeer.

### Uitstel van ingebruikname
Op 21 februari 2018 maakte de minister van Infrastructuur en Waterstaat bekend dat de opening van de uitbreiding zeker een jaar zou worden uitgesteld, tot 2020, in verband met onvolledig uitgevoerde berekeningen over geluidhinder. Het aantal vliegbewegingen zal aanvankelijk kleiner zijn dan oorspronkelijk voorzien: het eerste jaar 4.000, het tweede jaar 7.000 en het derde jaar 10.000. Zowel de KLM als de Schiphol Group reageerden teleurgesteld aangezien het aantal beoogde vluchten niet kan worden gerealiseerd. Een bepleite oplossing vanuit deze partijen is het toelaten van groei van het aantal reizigers op Schiphol. Het nog geldende maximum van 500.000 vliegbewegingen per jaar zou dan moeten worden losgelaten.
Op 2 juli 2019 werd bekendgemaakt dat ook opening in 2020 niet haalbaar was. Op 31 maart 2020 werd bekend dat de opening werd uitgesteld naar november 2021.
Nadat de Raad van State de methode voor de stikstofberekening rondom de A15 afkeurde, gingen er stemmen op om weer naar de berekeningen voor Lelystad Airport te kijken. Op 25 januari 2021 werden besluiten rondom Lelystad Airport controversieel verklaard. Omdat het kabinet-Rutte III demissionair was, kon ze geen besluiten op dit gebied meer nemen. De geplande opening in november 2021 werd dan ook niet gerealiseerd.
In maart 2022 besloot de minister de PAS-melding van Lelystad Airport niet te legaliseren door de fouten in de stikstofberekening. Door dit besluit kan het vliegveld niet meer rekenen op compensatiemaatregelen, maar moet zijn eigen stikstofdepositie aanpakken om een natuurvergunning te kunnen krijgen.

## Beschrijving

### Banen
Lelystad Airport beschikt over de volgende startbanen:
- Actueel: 05-23 1350m x 45m asfalt
- Vanaf 7 november 2019 uitgebreid naar (bouw gereed eind 2017): 05-23 2700m x 45m asfalt.
  - Baan 05: TORA 2100m, TODA 2160m, ASDA 2100m, LDA 2100m
  - Baan 23: TORA 2000m, TODA 2060m, ASDA 2000m, LDA 2100m

Afkortingen voor afstanden:
- TORA = Take-Off Run Available
- TODA = Take-Off Distance Available
- ASDA = Accelerate Stop Distance Available
- LDA = Landing Distance Available

### Communicatie
Vanaf 7 november 2019:
- Lelystad Approach: 134.530
- Lelystad Tower: 135.180
- Lelystad Delivery: 123.680
- Lelystad Information (ATIS): 120.730

### Naderingshulpmiddelen
- NDB (LLS): 326,0 kHz
- VOR/DME (PAM): 117,800 MHz
- DME (FRO): 111,400 MHz
- ILS (LSD): 109,55 MHz

### Trainingsdoeleinden
Het vliegveld staat bekend als een van de grotere trainingsvliegvelden waar verschillende vliegscholen, bijvoorbeeld de AIS Flight Academy en Zelf Vliegen, veelvuldig gebruik van maken om toekomstige piloten op te leiden voor de grote luchtvaart. Daarnaast worden er door verschillende kleinere vliegscholen, bijvoorbeeld Vliegclub Flevo en Wings over Holland, ook privévliegers opgeleid. Er zitten ook enkele bedrijven op het vliegveld, bijvoorbeeld Heli Holland, dat vanaf Lelystad Airport helikopterpiloten opleidt en G Air Training Centre, die hun piloten opleiden in Portugal.

### Bedrijven
- Sinds 2011 is onderhoudsbedrijf en vliegtuigspuiterij Satys (voorheen QAPS genaamd) gevestigd op Lelystad. Daarvoor werkte de firma op luchthaven Schiphol. De aanwezigheid van het bedrijf maakt dat er regelmatig grote zakenjets en kleine verkeersvliegtuigen naar Lelystad Airport komen voor een nieuwe verflaag.
- De Nederlandse luchtvaartmaatschappij AIS Airlines heeft Lelystad Airport als thuisbasis voor haar acht Jetstream 32's.
- De Nederlandse luchtvaartmaatschappij Zeusch Aviation heeft Lelystad Airport als thuisbasis.
- Ook is de KLM Aeroclub hier gevestigd.

### Aviodrome
Sinds 2003 is het Themapark Aviodrome op Lelystad gevestigd. Oorspronkelijk bevond dit museum zich op Schiphol, onder de naam Aviodome.

In het themapark is ook het Nationaal Ruimtevaart Museum gevestigd met een expositie over bemande en onbemande ruimtevaart.

### Vervoer
Er zijn plannen voor een busverbinding met deels een eigen busbaan naar het NS-station Lelystad Centrum en voor een aansluiting van de luchthaven met de snelweg A6 verbonden via een nieuwe afslag Lelystad-Zuid.

## Invloed op omgeving

### Werkgelegenheid
De maatschappelijke kosten- en batenanalyse (MKBA) voorspelt dat de uitbreiding van de luchthaven in het jaar 2050 2.200 tot 2.400 banen schept in Lelystad. Als gevolg hiervan krijgen 55 tot 60 werklozen een baan. De overige banen worden ingevuld door mensen die ook zonder de uitbreiding werk zouden hebben. Het rapport gaat bij deze berekeningen uit van 45.000 vliegbewegingen. De – overigens zeer kritische – contra-expertise die de Samenwerkende Actiegroepen Tegen Laagvliegen (SATL) hebben laten uitvoeren, onderschrijft de conclusie dat de werkloosheid in Flevoland met ongeveer 60 zal dalen dankzij de uitbreiding.
In deze schattingen is niet een eventueel effect meegenomen op de huidige werkgelegenheid op de luchthaven. Er zijn momenteel (2019) 79 bedrijven gevestigd op de luchthaven, grotendeels verbonden aan de algemene luchtvaart. Belangenorganisaties van de algemene luchtvaart hebben hun vrees uitgesproken dat ze zullen worden verdrongen door de commerciële luchtvaart.
De belangenbehartiger voor recreatieondernemers Recron heeft gezegd dat banen in de recreatie op de Veluwe in gevaar zijn door de uitbreiding van Lelystad Airport. Door de geluidshinder zal hun omzet afnemen en zullen veel arbeidsplaatsen verloren gaan. Tegenstanders van de uitbreiding hebben het omzetverlies becijferd op 233 miljoen en een verlies van 5.220 banen.

### Laagvliegroutes
Het verzet tegen de uitbreiding van Lelystad Airport nam toe toen bekend werd dat de aanvliegroutes voor een groot deel slechts gebruik kunnen maken van het lage luchtruim. Dat is het luchtruim tot ongeveer drie kilometer hoogte. Dit zou betekenen dat bij opening van het vergrote vliegveld in totaal 180 kilometer laag gevlogen wordt, in een gebied dat zich uitstrekt over vijf provincies.
Tegenstanders van de uitbreiding pleiten daarom voor ingrijpende herindeling van het luchtruim boven Nederland. Dit is volgens hen nodig vanwege de risico's op vogelaanvaring, vanwege geluidshinder (plaatselijk zelfs meer dan 65 dB) en vanwege de grotere uitstoot van CO2 en (ultra)fijnstoffen.
Luchtverkeersleiding Nederland had al in 2009 geconcludeerd dat de aanvliegroutes voor Lelystad Airport de routes naar Schiphol in de weg zouden kunnen zitten. Men heeft dit gedeeld in een rapportage, die in 2017 openbaar gemaakt is. Op het moment van de inspraakperiode op het kabinetsbesluit tot uitbreiding in 2014 was dit rapport niet openbaar.

### Geluid
Tot tweemaal toe is aangetoond dat de milieueffectrapportage (MER) onjuiste geluidsberekeningen bevat.
In de eerste MER, uit 2013, is gerekend met een stuwkracht die zo laag is dat vliegtuigen zouden neerstorten. Ook is gerekend met te grote vlieghoogten. Beide fouten gaven een te gunstige uitkomst van de te verwachten geluidsbelasting. De fouten zijn ontdekt door de actiegroep HoogOverijssel. In 2018 is een nieuwe MER opgesteld met nieuwe geluidsberekeningen.
Op 30 mei 2018 is een zogenaamde belevingsvlucht uitgevoerd, om de gebieden waar de geplande vliegroutes overheen gaan een indruk te geven van de geluidsbelasting. Het vliegtuig is niet daadwerkelijk opgestegen vanaf en geland op Lelystad Airport, maar is daar laag overgevlogen. Het vliegtuig had geen passagiers aan boord, waardoor minder motorvermogen nodig was dan bij een vol vliegtuig. Desondanks bleek uit metingen dat de geluidsbelasting hoger was dan de waarden die in de MER van 2018 zijn berekend. Dit is onder andere aangetoond door de geluidsmetingen van de belevingsvlucht (30 mei 2018), uitgevoerd in opdracht van het ministerie, te vergelijken met de piekwaardes in de verbeterde MER. Hieruit blijkt dat het vliegtuig op alle te vergelijken locaties meer geluid produceerde dan de piekwaardes waarmee in de MER berekeningen zijn uitgevoerd. Dit betekent dat de geluidscontouren ook onjuist zijn en een groter gebied hinder zal ondervinden.

### Vogelaanvaringen
Bureau Waardenburg heeft in opdracht van het ministerie van I&W onderzoek gedaan naar het risico op botsingen met vogels, de zogenaamde vogelaanvaringen, bij ingebruikname van de uitbreiding van Lelystad Airport. Dit rapport maakt deel uit van de geactualiseerde MER. De conclusie luidt dat er “geen sprake [is] van een verhoogd risico voor het luchtverkeer van en naar Lelystad op hoogtes tussen 1.800 m en 3.200 m.”
De Samenwerkende Actiegroepen Tegen Laagvliegen (SATL) hebben diverse punten van kritiek op dit rapport. Waardenburg baseert zich op vogeldichtheden, gemeten door één weerradar: die van De Bilt. Deze zou representatief zijn voor het binnenland van Nederland. Men stelt dat deze radar zich op ongeveer 30 km van Lelystad bevindt. De werkelijk afstand bedraagt 45 km. Het rapport verdiept zich niet in de lokale situaties in de aanvliegroutes noch in de vogelbewegingen in kustgebieden. Het rapport berekent niet de kans op vogelaanvaringen maar beperkt zich tot het inschatten van de vogeldichtheden. Op deze manier wordt niet helder in hoeverre de laagvliegroutes risicoverhogend zijn ten opzichte van een standaard nadering of klim.
Vogelbescherming Nederland zegt in een zienswijze op het aangepaste ontwerp-Luchtvaartbesluit: “De negatieve gevolgen voor vogels, natuur en vliegveiligheid van Lelystad Airport zijn opnieuw niet goed onderzocht.” Refererend aan de lage vliegroutes van rond de 1.800 meter, zegt Vogelbescherming: “De grote groepen vogels die van deze hoogte tijdens de trek gebruik maken, zijn onvolledig en niet met de juiste middelen in kaart gebracht.”
De ICAO beveelt vanwege het risico op vogelaanvaringen aan om rond vliegvelden een vogelbeheerplan in te stellen voor een zone van 13 km rond het vliegveld. Het Faunabeheerplan Flevoland 2019-2023, waar de geactualiseerde MER naar verwijst, voorziet echter in een zone van slechts 6 km rond de luchthaven. Zou wel een zone van 13 km zijn gekozen, dan zouden in de Oostvaardersplassen en de randmeren van de Veluwe, beide Natura 2000-gebieden, vogels verjaagd moeten worden en de gebieden zouden minder aantrekkelijk gemaakt moeten worden voor vogels.

### Autonome groei
Het doel van de uitbreiding van Lelystad Airport is het overnemen van vluchten van Schiphol. Het ministerie heeft deze afspraak vastgelegd in een verkeersverdelingsregel (VVR), die ter goedkeuring naar Brussel is gestuurd. Volgens Europese regels is het echter niet toegestaan om maatschappijen te weren die nu nog niet op Schiphol vliegen. Op 4 december 2018 kwam het bericht dat de Europese Commissie de VVR tussen Schiphol en Lelystad Airport daarom afkeurde.
Op 20 december 2018 bevestigde de Tweede Kamer in een motie (Cem Laçin, SP) dat Lelystad Airport uitsluitend mag worden ingezet om vluchten van Schiphol over te nemen. Autonome groei is dus niet toegestaan. De motie werd onder andere gesteund door regeringspartijen CDA, D66 en ChristenUnie.
Het ministerie heeft daarop een nieuwe VVR ingediend, die het midden houdt tussen de wensen van de Tweede Kamer (geen autonome groei) en Brussel (wel toegang voor nieuwe maatschappijen). In september 2019 heeft de Europese Commissie de aangepaste VVR goedgekeurd.
Op 7 november 2019 meldde de NOS dat de aangepaste VVR ertoe leidt dat zich een paar jaar na opening vooral nieuwe prijsvechters op Lelystad Airport zullen vestigen. Dit zou blijken uit een nog geheim marketingrapport, dat het ministerie heeft laten uitvoeren. Het is daarom de vraag of de Tweede Kamer zal instemmen met opening van Lelystad Airport onder deze VVR.

### Stikstof
In 2019 bepaalde de Raad van State dat de regering de uitstoot van stikstof moet terugdringen, vanwege het Programma Aanpak Stikstof. Deze uitspraak impliceert dat Lelystad Airport alleen geopend kan worden als de stikstofuitstoot door het vliegverkeer gecompenseerd wordt door verminderde uitstoot bij andere bronnen. Het is nog niet duidelijk hoe deze eis zal worden ingevuld.
Op 15 oktober 2019 vertelde de minister, in antwoord op Kamervragen, dat Lelystad Airport niet beschikt over een vergunning op grond van de Wet natuurbescherming (Wnb).
Op 4 december 2019 meldde SATL dat er grote fouten zaten in de nieuwe milieueffectrapportage. De neerslag van stikstof in Natura 2000-gebieden is volgens de groep 35 keer groter dan de berekeningen van het ministerie. Het verschil komt doordat het ministerie een extreem hoge warmte-uitstoot invoert in het rekenmodel, wat strijdig is met de adviezen van het RIVM. Ook zijn de wegen op de Veluwe en een belangrijke weg in Flevoland weggelaten uit de berekening. De berekening van het ministerie wijst op een zo lage stikstofneerslag dat geen natuurbeschermingsvergunning nodig zou zijn. In de uitkomst van SATL komt de stikstofdepositie wel ruim boven deze norm.
Op 31 maart 2020 maakte de Commissie voor de milieueffectrapportage bekend dat het Ministerie van Infrastructuur en Waterstaat de depositie van stikstof had onderschat en iets hoger ligt dan de grens waarboven een natuurvergunning nodig is. De Commissie m.e.r. en het RIVM bevestigden wat Leon Adegeest van SATL al had ontdekt, dat ten onrechte was aangenomen dat de uitlaatgassen van vliegtuigen door verbrandingswarmte opstijgen.
In maart 2022 besloot de minister de PAS-melding van Lelystad Airport niet te legaliseren door de fouten in de stikstofberekening. Door dit besluit kan het vliegveld niet meer rekenen op compensatiemaatregelen, maar moet zijn eigen stikstofdepositie aanpakken om een natuurvergunning te kunnen krijgen.

### Klimaat
Door het langdurig laagvliegen verbruiken vliegtuigen van en naar Lelystad Airport meer brandstof, doordat op geringe hoogte de luchtdichtheid hoger is. Een vlucht die van Schiphol naar Lelystad wordt verplaatst levert daardoor meer CO2-uitstoot op.
Vluchten die worden verplaatst leiden echter op Schiphol niet tot minder vluchten. De vrijgekomen ruimte van vakantievluchten wordt ingevuld met andere verbindingen die van belang zijn voor het internationale netwerk. Per saldo vergroot Lelystad dus het vliegverkeer, ook als Lelystad Airport niet autonoom groeit.
De nieuwste verkeersverdelingsregel staat echter autonome groei wel toe. Wordt deze autonome groei werkelijkheid, dan vergroot Lelystad Airport de CO2-uitstoot nog meer.
De toename van CO2-uitstoot is in strijd met het door de regering uitgesproken streven om de uitstoot van broeikasgassen juist terug te dringen.